# Dorfkirche Dahlem

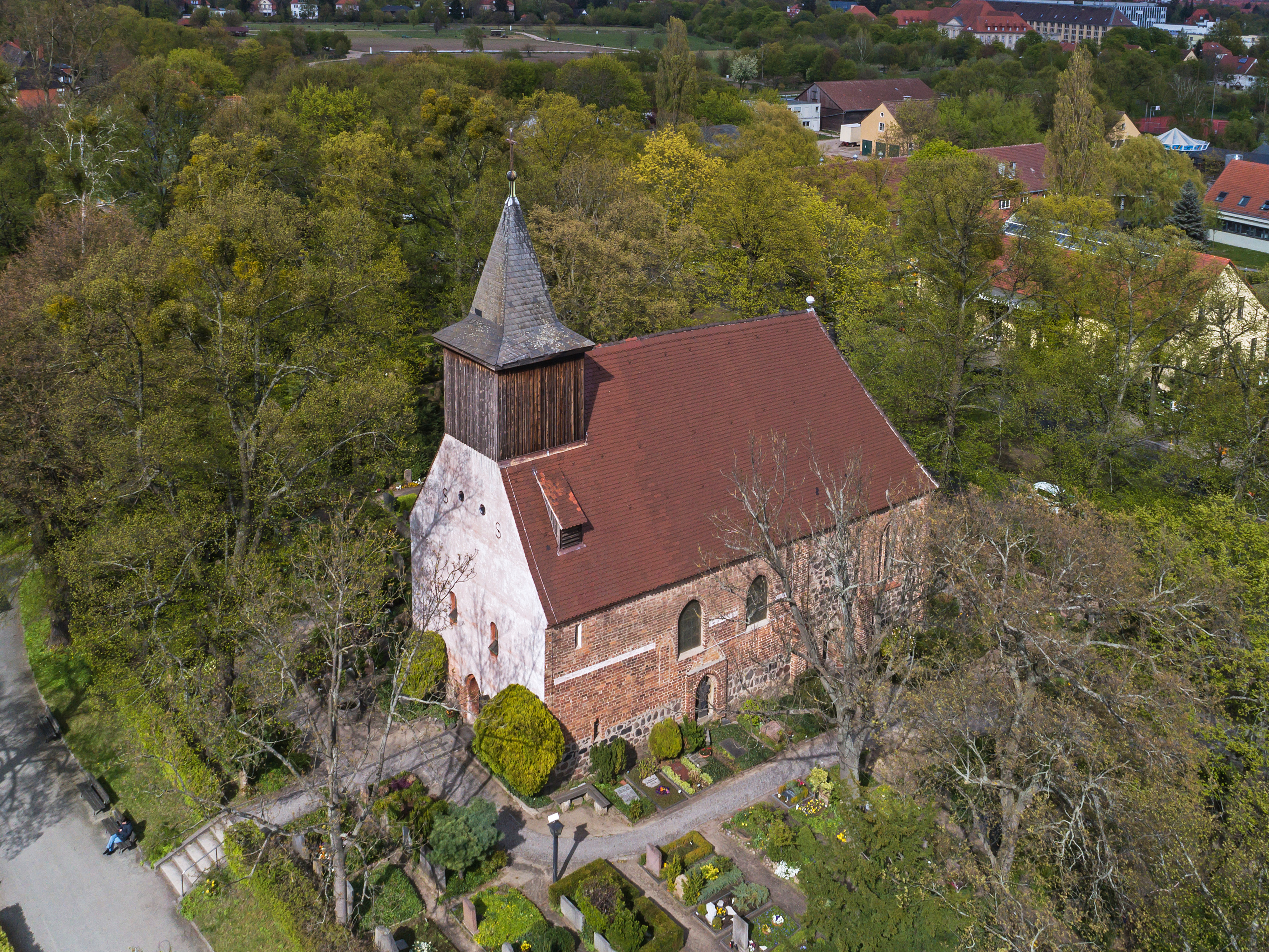
St.-Annen-Kirche in Berlin-Dahlem, 2017

Die St.-Annen-Kirche ist eine Kirche der Evangelischen Kirchengemeinde Berlin-Dahlem im Berliner Ortsteil Dahlem.

## Lage
Die Kirche samt dem dazugehörigen St.-Annen-Kirchhof befindet sich an der Kreuzung Pacelliallee und Königin-Luise-Straße 55. Daneben, in der Pacelliallee 61, ist das ehemalige Pfarrhaus und gegenüber, in der Thielallee 1–3, das Gemeindehaus. Die andere Kirche der Evangelischen Kirchengemeinde Dahlem ist die Jesus-Christus-Kirche.

## Geschichte

### Kirchengeschichte
Das früher nur als Dorfkirche bezeichnete Gotteshaus gilt als ältestes Gebäude des Dorfes Dahlem. Nachweislich stammen die ältesten Gebäudeteile aus dem 15. Jahrhundert. Sie wurden im Stil der Romanik mit Backsteinen errichtet.
Die Kirche verbindet über 700 Jahre Dorf- und Stadtgeschichte mit der jüngeren Zeitgeschichte: In der Zeit des Nationalsozialismus (1933–1945) war die Kirche ein Ort der Bekennenden Kirche. Hier versammelte sich vom 4. Juli 1937 an, nach der Verhaftung ihres Pfarrers Martin Niemöller, die Gemeinde jeden Abend um 18 Uhr zu Fürbittgottesdiensten für alle Gefangenen. Im gegenüberliegenden Gemeindehaus tagte am 19. und 20. Oktober 1934 die zweite Bekenntnissynode. Auch die Pfarrer Franz Hildebrandt und Helmut Gollwitzer wirkten in dieser Zeit an St. Annen.

### Baugeschichte

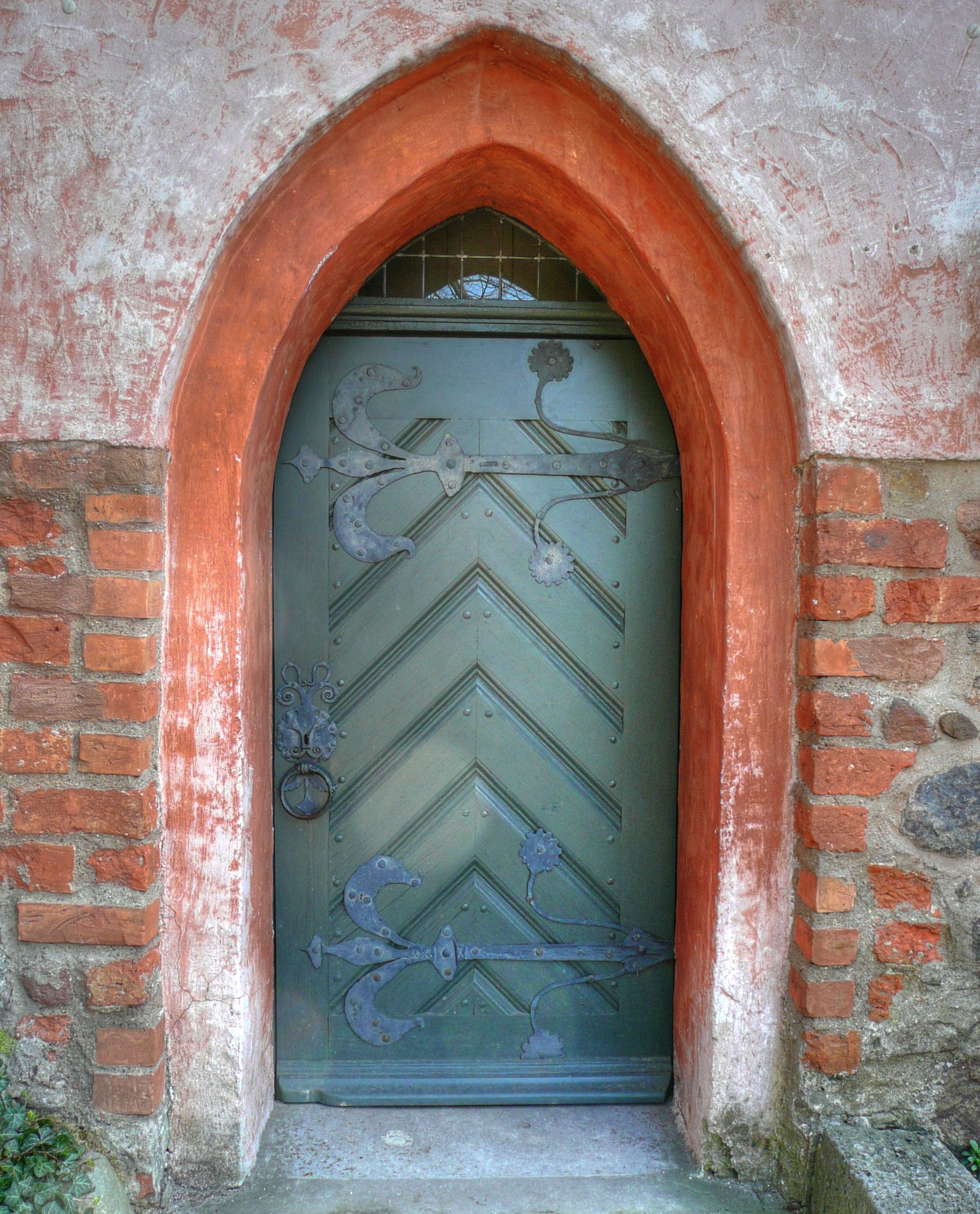
Westportal, 2009

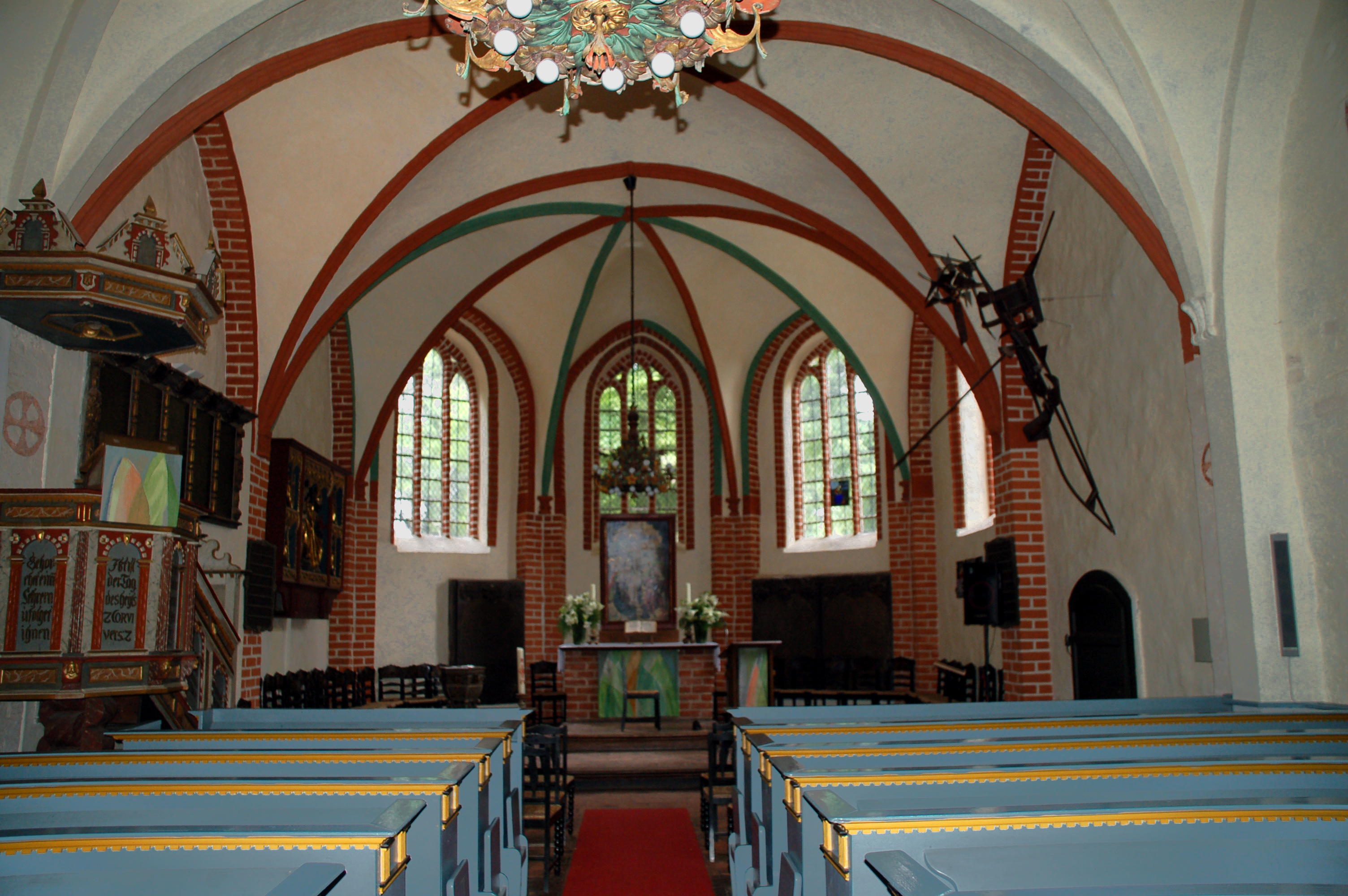
Innenraum, 2007

Die St.-Annen-Kirche ist eine Dorfkirche aus Feldsteinen und Ziegeln. Ihr erster Bau ist wahrscheinlich zwischen 1215 und 1225 als Holzbau errichtet worden, dem um 1300 ein Steinbau folgte. Der spätgotische Choranbau und der Gruftanbau im Norden wurden vermutlich Ende des 15. Jahrhunderts errichtet. Während des Dreißigjährigen Krieges wurde die Kirche niedergebrannt.
Die bauliche Geschichte lässt sich in sechs Phasen einteilen:
1. Es ist anzunehmen, dass in der Zeit zwischen 1215 und 1225 ein Holzbau mit einfachem, rechteckigen Grundriss auf dem noch heute erkennbaren Kirchenhügel errichtet wurde. Das Dorf Dahlem wurde aber erst 1375 erstmals urkundlich erwähnt.
2. Um 1300 wurde der Holzbau durch einen rechteckigen Steinbau mit flacher Balkendecke ersetzt.[1] Auf einem etwa zwei Meter hohen Feldsteinsockel aus wenig sorgfältig behauenen Feldsteinquadern wurden Backsteine im Klosterformat hochgemauert. Aus dieser Bauepoche stammen die schmalen Fenster auf der Nordseite haben die Fenster.
3. In der Zeit um 1490 folgte der spätgotische Choranbau mit großen Maßwerkfenstern. Das Südportal wurde aufwendig gestaltet. Der spätgotische Gruftanbau mit dem ältesten Fachwerkgiebel in Berlin folgte 1504–1507. Um 1511/1512 wurden die Wände des Langhauses auf die Höhe des Chores erhöht, um dem Bau ein einheitliches Aussehen zu geben. Den oberen Abschluss der Mauer bildete ein eingetieftes Friesband. Dabei erhielt auch das Langhaus ein Gewölbe. Gleichzeitig wurden die beiden Fenster der Südwand erweitert.[1]

In der zeitgenössischen topografischen Karte lässt sich der Verlauf der Telegrafenlinie ab Dahlem verfolgen.

4. In der zeitgenössischen topografischen Karte lässt sich der Verlauf der Telegrafenlinie ab Dahlem verfolgen.Im Dreißigjährigen Krieg wurde die Kirche in ihrer baulichen Substanz schwer beschädigt. Der Gutsherr Cuno Hans von Wilmersdorff ließ die Kirche 1671–1679 renovieren. Aus dieser Zeit stammen das Bandrippengewölbe, die Empore und die Holzkanzel in bäuerlicher Spätrenaissance, die Kirche erhielt also im Inneren ihre heutige Gestalt. Die Wandfresken, die bereits durch den Durchbruch der beiden Spitzbogenfenster starke Beschädigungen erlitten  hatten, wurden als abgelehntes Relikt aus katholischer Zeit übertüncht. 1781 erhielt die Kirche einen hölzernen Dachturm. Von 1832 bis 1849 diente dieser Turm als zweite Relaisstation des preußischen optischen Telegrafen Berlin−Koblenz. Über der Glockenstube wurde dazu ein quadratischer Raum geschaffen. Darüber befand sich eine offene Plattform mit einem Signalmast, der sechs Flügel in drei Paaren trug. Nachdem diese Nachrichtentechnik überholt war, wurde nach 1853 auf die ehemalige Wachstube des Bedienungspersonals ein kleines Türmchen aufgesetzt.
5. Bereits im Jahr 1893 wurden Wandmalereien aus früheren Jahrhunderten unter der Wandfarbe wieder freigelegt. Sie sind Zeugnisse ältester Kirchenmalerei in Berlin. Es wird davon ausgegangen, dass sie der Zeit gegen Ende des 14. Jahrhunderts entstammen. Die als künstlerisch wertvoll eingestuften Bilder zeigten die heilige Anna mit dem Jesuskind, die heilige Maria, den Heiland und einen Bischof.[2]  – Entsprechend den rasch wachsenden Bevölkerungszahlen der Gemeinde Dahlem zum Ende des 19. Jahrhunderts wurde von 1905 bis 1907 die Kirche unter Wilhelm Blaue renoviert und umgestaltet: Kirchenbänke und Stühle wurden komplettiert, eine elektrische Beleuchtung und Luftheizung mit Gebläse wurden eingebaut, aus dem Gruftanbau wurde eine Sakristei. Das Südportal – 1892 noch als Holztor in Benutzung – wurde zugemauert. Weitere Umgestaltungen aus diesen Jahren waren: ein Gewölbe wurde erneuert, in die Südmauer wurde ein Kirchenfenster in gotischem Stil eingebaut. Der Chor im Osten des Kircheninneren wurden dahingehend verändert, dass er in erhöhter Position in geschlossner Form angebaut wurde. Weil bei diesen Arbeiten die alten Wandbilder teilweise vernichtet worden waren, erhielt die Kirchengemeinde einen neuen Flügelaltar mit Darstellungen in Cranachscher Malschule.[2]
6. Große Beschädigungen brachte der Zweite Weltkrieg: Turm und Glockenstuhl waren zerschossen, das Dach ohne Ziegel. Durch einen Granateinschlag bekam die Westwand ein großes Loch. Die umfassenden Rekonstruktionsarbeiten, die nach 1945 begannen, konnten 1953 abgeschlossen werden. In dieser Zeit erhielt die Kirche ein pyramidenförmiges Turmdach, der Mittelpfeiler für die Orgelempore wurde aus Gründen eines besseren Zugangs durch zwei seitliche Pfeiler ersetzt. Den Namen St.-Annen-Kirche trägt die Dahlemer Dorfkirche offiziell erst seit 1913. Die Heilige Anna, Mutter der Maria und Großmutter Jesu, galt als Inbegriff göttlicher Gnade und mütterlicher Liebe.

## Kunstwerke

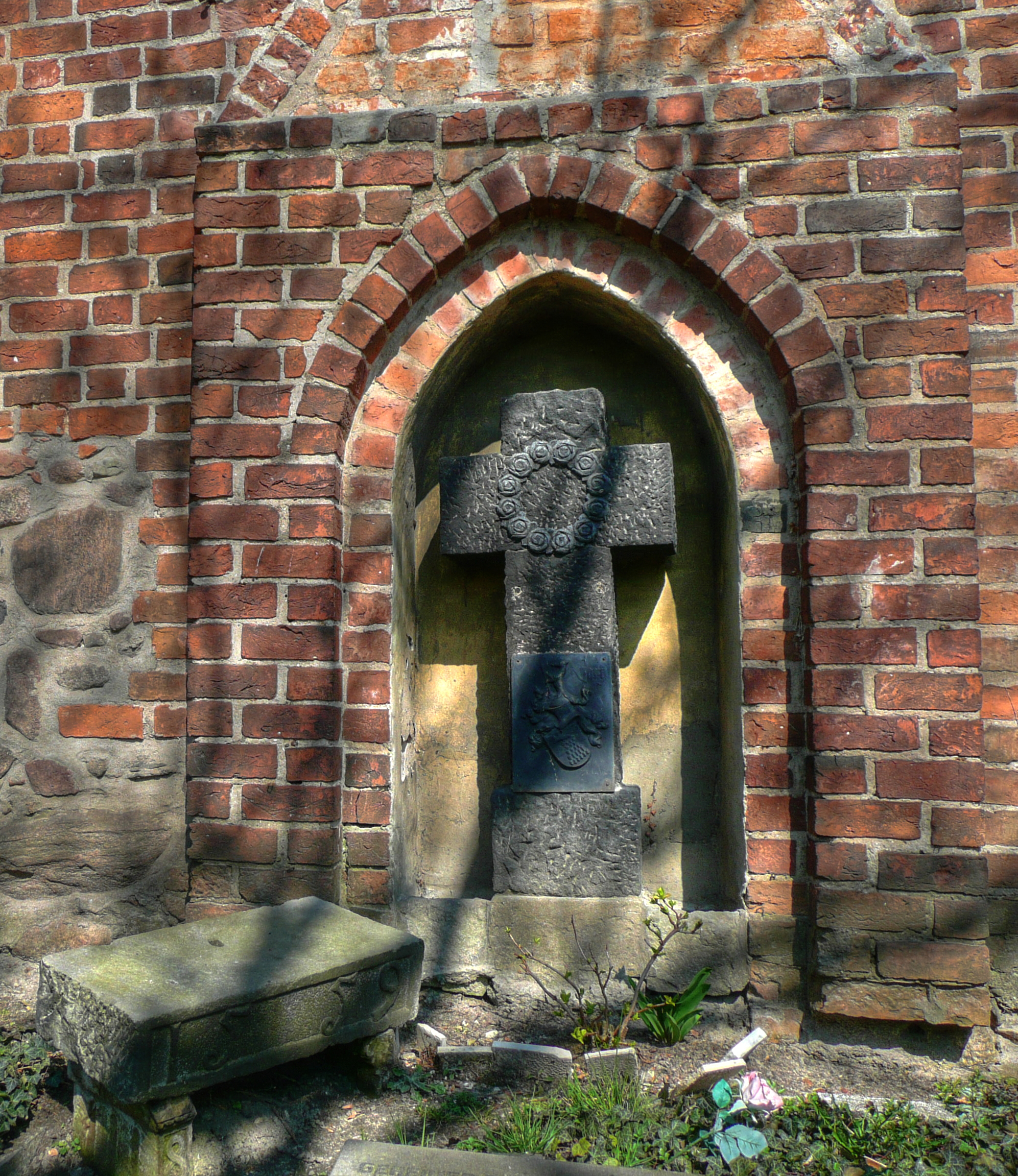
Grabmal in der Außenwand der Kirche, 2009

Kreuzigungsplastik
von Bernhard Heiliger

### Kreuzigungsplastik
Die moderne Kreuzigungsplastik stammt von dem Berliner Bildhauer Bernhard Heiliger. Sie befindet sich seit 1983 über dem Südtor und war ursprünglich für die neu errichtete Kaiser-Wilhelm-Gedächtniskirche bestimmt. Der damalige Gemeindekirchenrat der Gedächtniskirche widersetzte sich der Anbringung der Plastik. Heiliger stellte daraufhin die Kreuzigungsplastik der Kirchengemeinde Dahlem für einen symbolischen Preis zur Verfügung.

### Triptychon

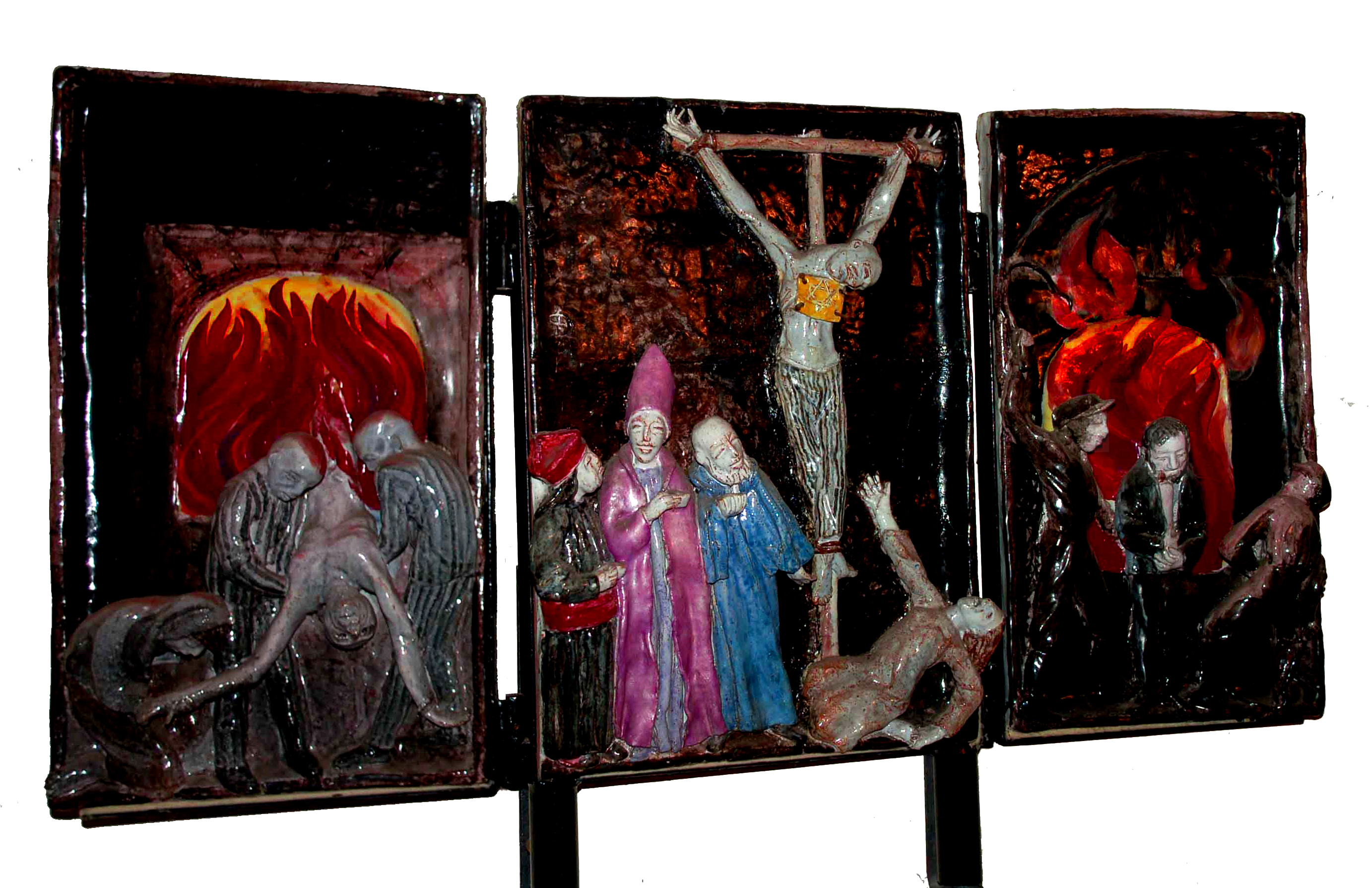
Triptychon für Auschwitz
von Doris Pollatschek

Das Triptychon für Auschwitz an der rechten Chorwand stammt von Doris Pollatschek. Dieses Keramik-Relief wurde 1992 erworben. Nicht nur den Terror will die Künstlerin darin zeigen, sondern auch auf die Untätigkeit und das Versagen der Kirchen hinweisen. Das Triptychon zeigt, vom Kreuz aus gesehen auf der linken Seite, die Geißelung, in der Mitte die Kreuzigung und „zur Rechten“ die Grablegung/Verbrennung. In der Darstellung wird nicht Christus gekreuzigt, sondern ein Jude mit dem „gelben Fleck“, dessen einziges „Vergehen“ es ist, Jude zu sein. Von katholischer Seite wurde das Kunstwerk, besonders aber seine Anbringung in einer evangelischen Kirche kritisiert. Die im Mittelteil dargestellten Geistlichen sind nach ihrer Kleidung eindeutig als katholisch identifizierbar, nämlich als Prälat, Bischof und Ordensmann. Diese Darstellung wurde von den Kritikern als einseitige Schuldzuweisung aufgefasst. Eine Erwiderung von Pfarrerin Marion Gardei ist im Gemeindeblatt nachzulesen. Im Nachgang wurde die Erläuterung des Triptychons für Besucher der Kirche klärend überarbeitet, das Werk aber an seinem Platz belassen.

### Altarschrein

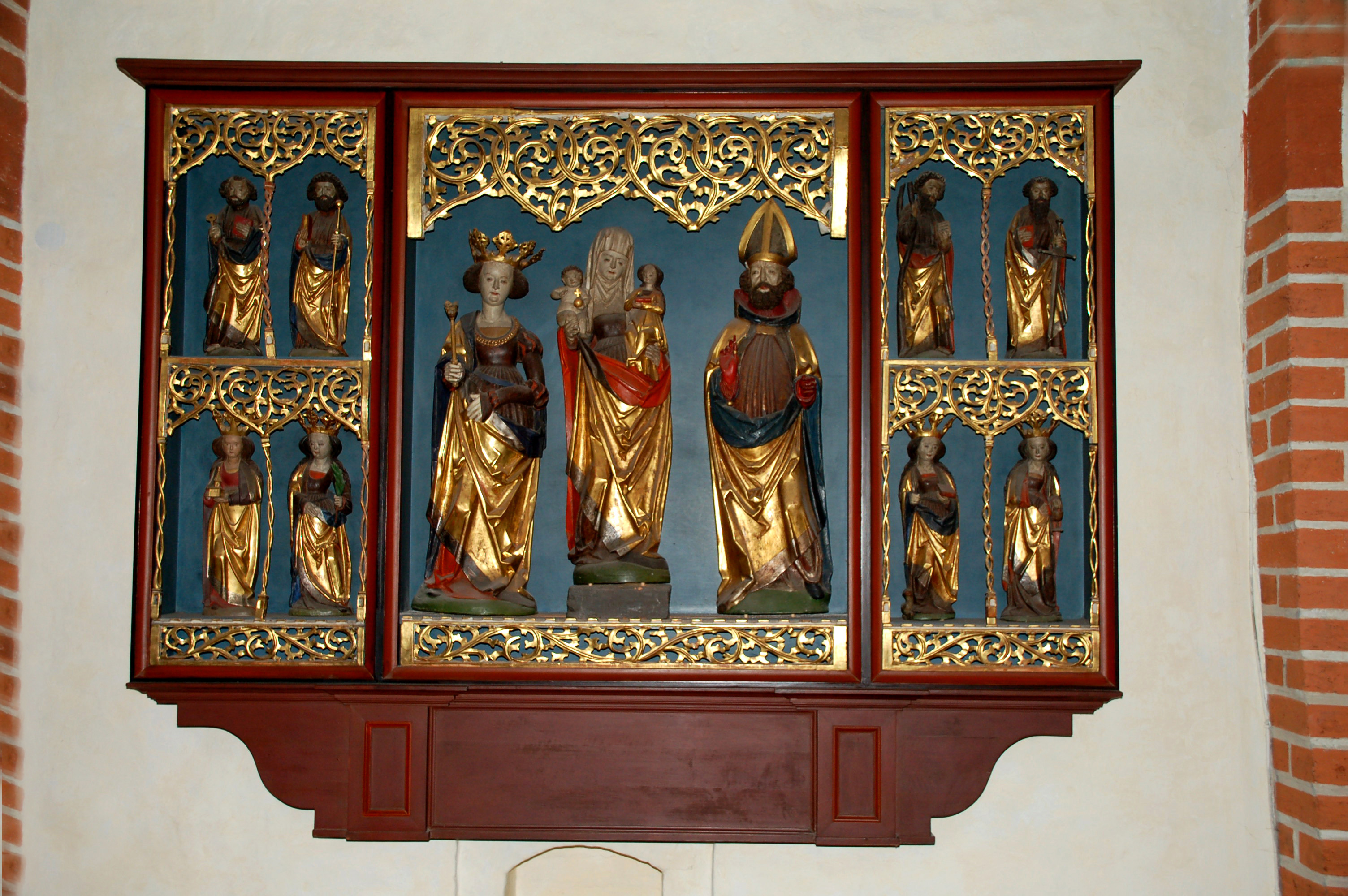
Altarschrein mit Heiligenfiguren

Der Schrein mit seinen buntgefassten und vergoldeten Heiligenfiguren ist wahrscheinlich im Jahr 1679 in den mit Gemälden verzierten Renaissancealtar eingebaut worden. Das Mittelstück des Schreins befindet sich heute an der Nordwand des Chores. Im Zweiten Weltkrieg ging der Originalschrein mit seinen Gemälden (Cranachschule), wie auch der Altaraufbau, verloren. Bei dem heutigen Schrein handelt es sich um eine nicht klappbare Nachbildung. Drei Apostelfiguren und eine weibliche Heiligenfigur kamen Anfang der 1980er Jahre durch Raub abhanden. Durch Spenden für eine Rekonstruktion gelang es die Figuren wieder zu ersetzen.
Im Mittelfeld ist die heilige Anna selbdritt als Hauptfigur postiert. Sie hält Maria auf dem einen Arm, das Jesuskind mit der Weltkugel auf dem anderen. Mit Sicherheit sind die Apostel Petrus und Paulus zu bestimmen, mit großer Wahrscheinlichkeit die vier Märtyrerinnen Barbara, Katharina, Dorothea und Margareta.
Das heutige Altargemälde stammt aus der Berliner Klosterkirche und kam erst 1984 in die St.-Annen-Kirche. Die Kreuzigungsdarstellung von etwa 1490 wird dem Meister des Berliner Totentanzes zugeschrieben.

### Glasfenster der Südwand

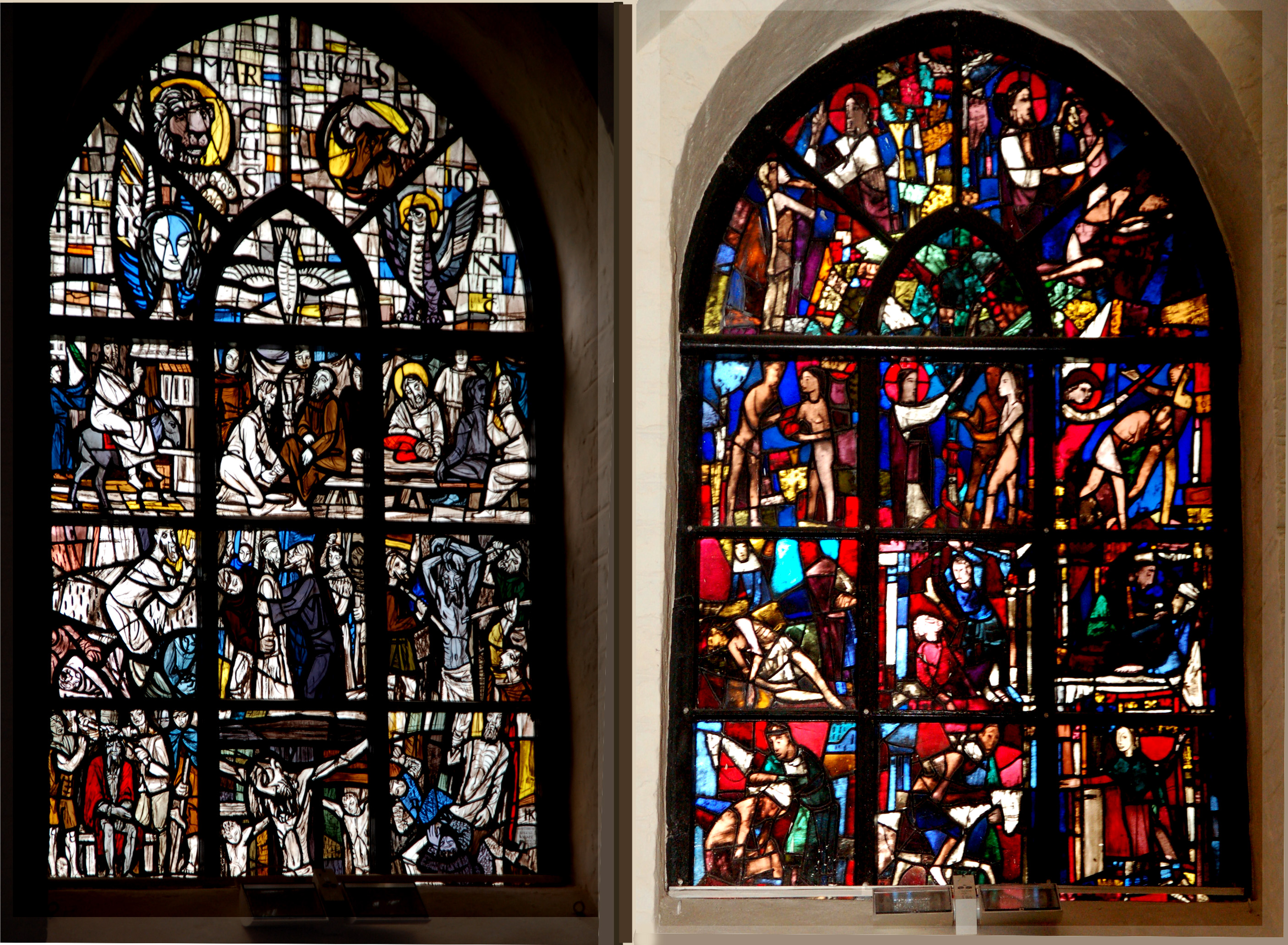
Glasfenster der Südwand

Das linke Fenster wurde 1951 von Hermann Kirchberger geschaffen und zeigt in den oberen fünf Feldern die Symbole der vier Evangelisten und des Heiligen Geistes, in den neun unteren Szenen die Leidensgeschichte Jesu.
Das rechte Fenster stammt von Klaus Kowalski, die Kirchengemeinde hat es 1964 erworben. Es zeigt Bilder aus der Schöpfungsgeschichte und aus dem Gleichnis vom Barmherzigen Samariter.

### Wandgemälde

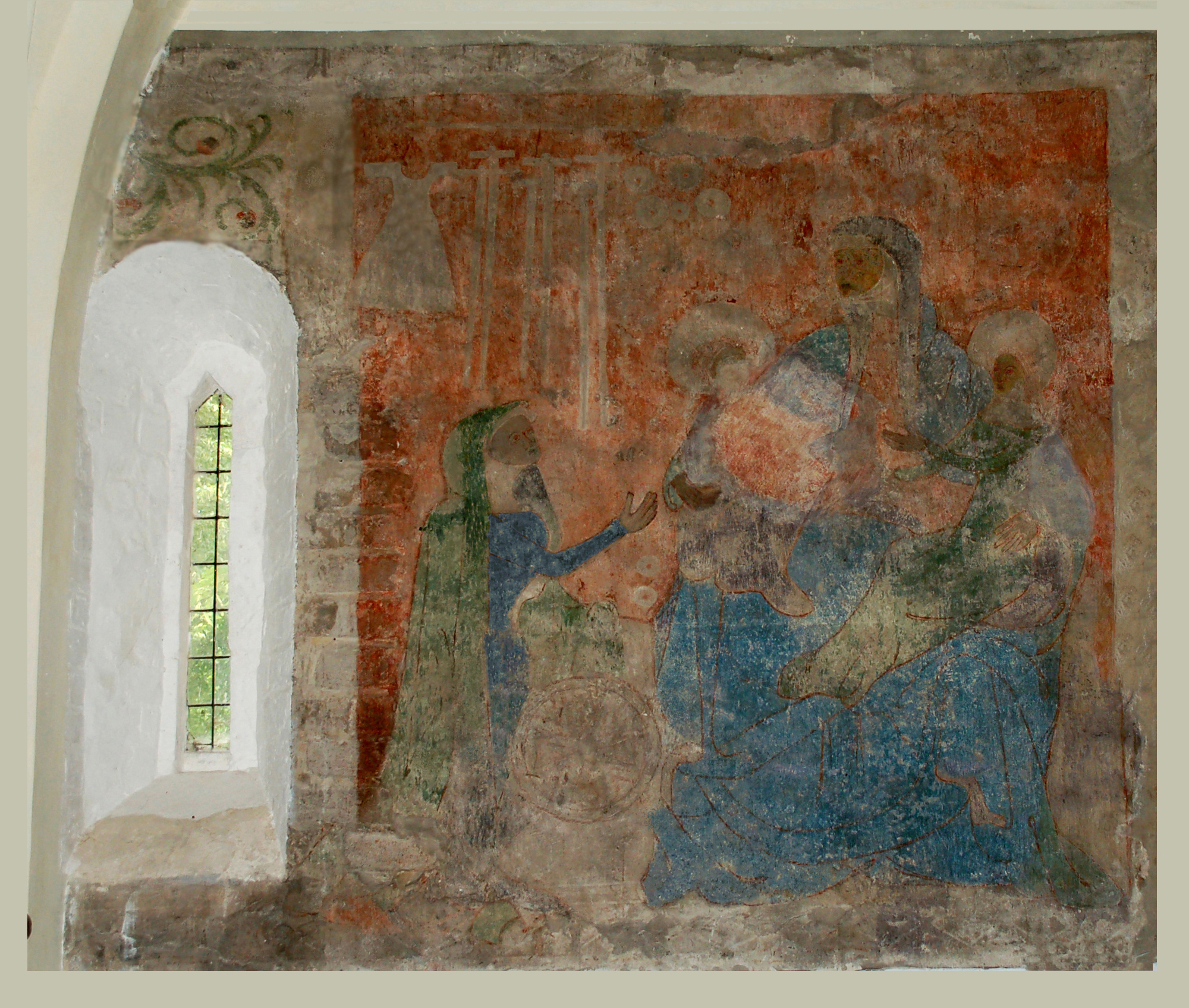
Annen-Bild, Wandgemälde (farblich verstärkt)

Die oben unter Geschichte bereits erwähnten Wandgemälde wurden wahrscheinlich von böhmischen Wanderarbeitern gestaltet. Auf einigen ist eine Reihe Krücken zu sehen, die die Kunstfachleute dahingehend deuten, dass sie an Heilungswunder der Kirchenbesucher erinnern sollten. – Erste Rekonstruktionsversuche der Gemälde hatten nachteilige Folgen, daher wurden die verblassten Reste 1936 bis 1939 und 1951 nur noch mit großer Sorgfalt gereinigt und fixiert.
Auf der linken Seite neben dem Pfeiler ist eine Marienkrönung zu sehen. Daneben, vom Pfeiler zerschnitten, sieht man drei Heiligengestalten. Auf der gegenüberliegenden Wand lassen sich nur noch wenige Reste erkennen. Die Wandgemälde zeigten den leidenden Jesus und den auferstandenen Christus. Das Annen-Bild ist Zeugnis einer frühen Annenverehrung in der Mark Brandenburg.

### Weitere Ausstattung

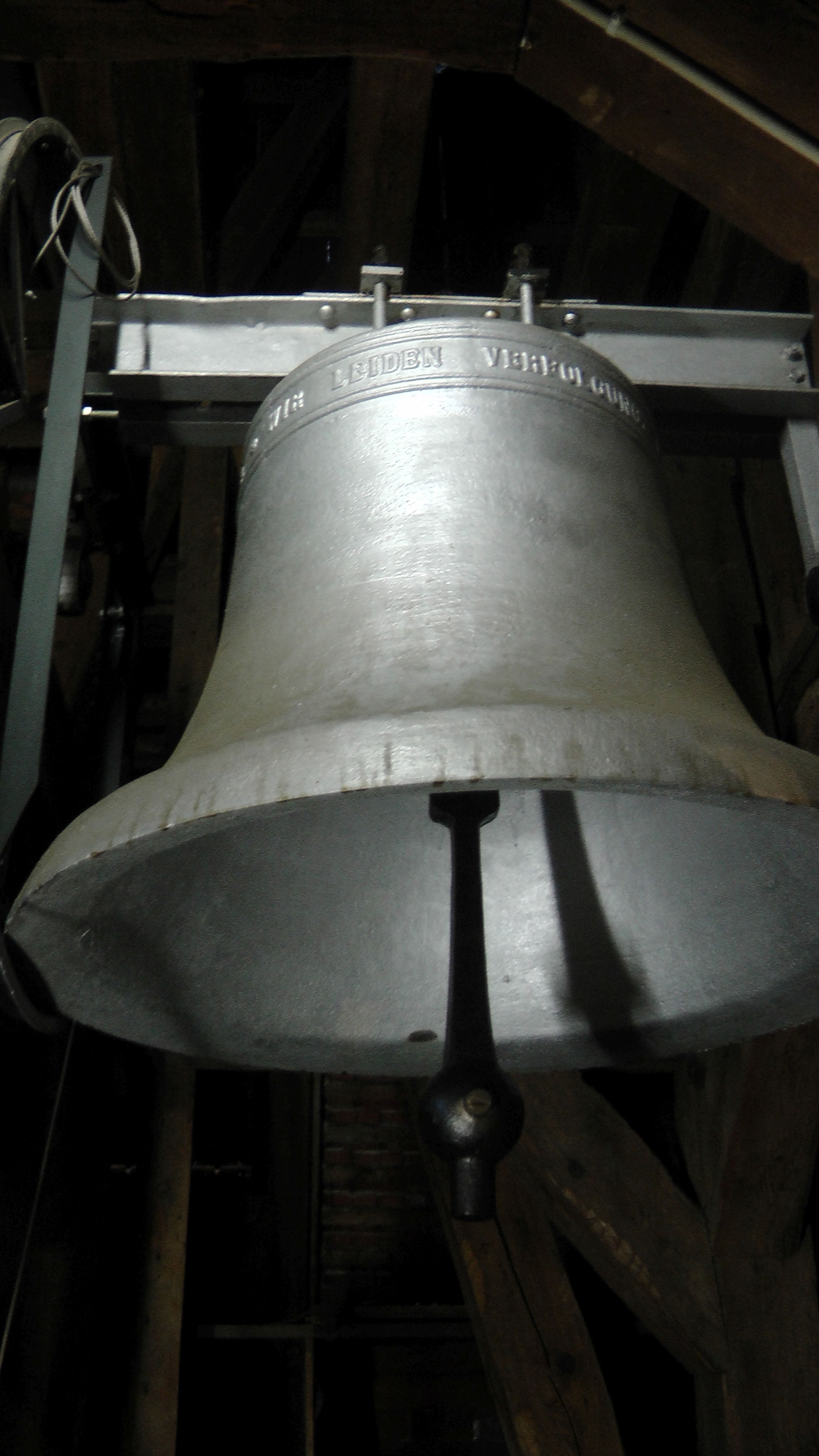
Große Glocke

Aus dem Jahr 1906 stammen die kunstgeschmiedeten Kronleuchter von Karl Weiß in Karlsruhe und der geschnitzte Taufständer. Von den ursprünglichen Glocken aus dem 15. Jahrhundert mussten zwei 1917 zu Kriegszwecken abgegeben werden. Die verbliebene wurde 1922 durch zwei Stahlglocken ersetzt. Die größere, auf den Ton g gestimmt, überstand den Zweiten Weltkrieg, die kleinere wurde 1945 zerschossen und 1950 durch eine neue, auf b gestimmte, ersetzt.

## Orgel
Die Orgel wurde von der Firma Emil Hammer erbaut und 1974 aufgestellt. Sie hat folgende Disposition:
| I Hauptwerk C–g3 |             |       |
| 1.               | Principal   | 8′    |
| 2.               | Gedackt     | 8′    |
| 3.               | Oktave      | 4′    |
| 4.               | Rohrflöte   | 4′    |
| 5.               | Gemshorn    | 2′    |
| 6.               | Sesquialter | 2 ⁄3′ |
| 7.               | Mixtur IV   |       |
|                  | Tremulant   |       |
|                  |             |       |

| II Schwellwerk C–g3 |             |       |
| 08.                 | Koppelflöte | 8′    |
| 09.                 | Principal   | 4′    |
| 10.                 | Flûte douce | 4′    |
| 11.                 | Oktave      | 2′    |
| 12.                 | Sifflöte    | 1 ⁄3′ |
| 13.                 | Cymbel III  |       |
|                     | Tremulant   |       |
|                     |             |       |

| Pedal C–f1 |                  |     |
| 14.        | Subbass          | 16′ |
| 15.        | Holzoktave       | 08′ |
| 16.        | Pommer           | 04′ |
| 17.        | Rauschpfeife III |     |
| 18.        | Posaune          | 16′ |
|            |                  |     |

- Koppeln: II/I, I/P, II/P
- Spielhilfen: 2 freie Kombinationen, Organo Pleno

## Kirchhof

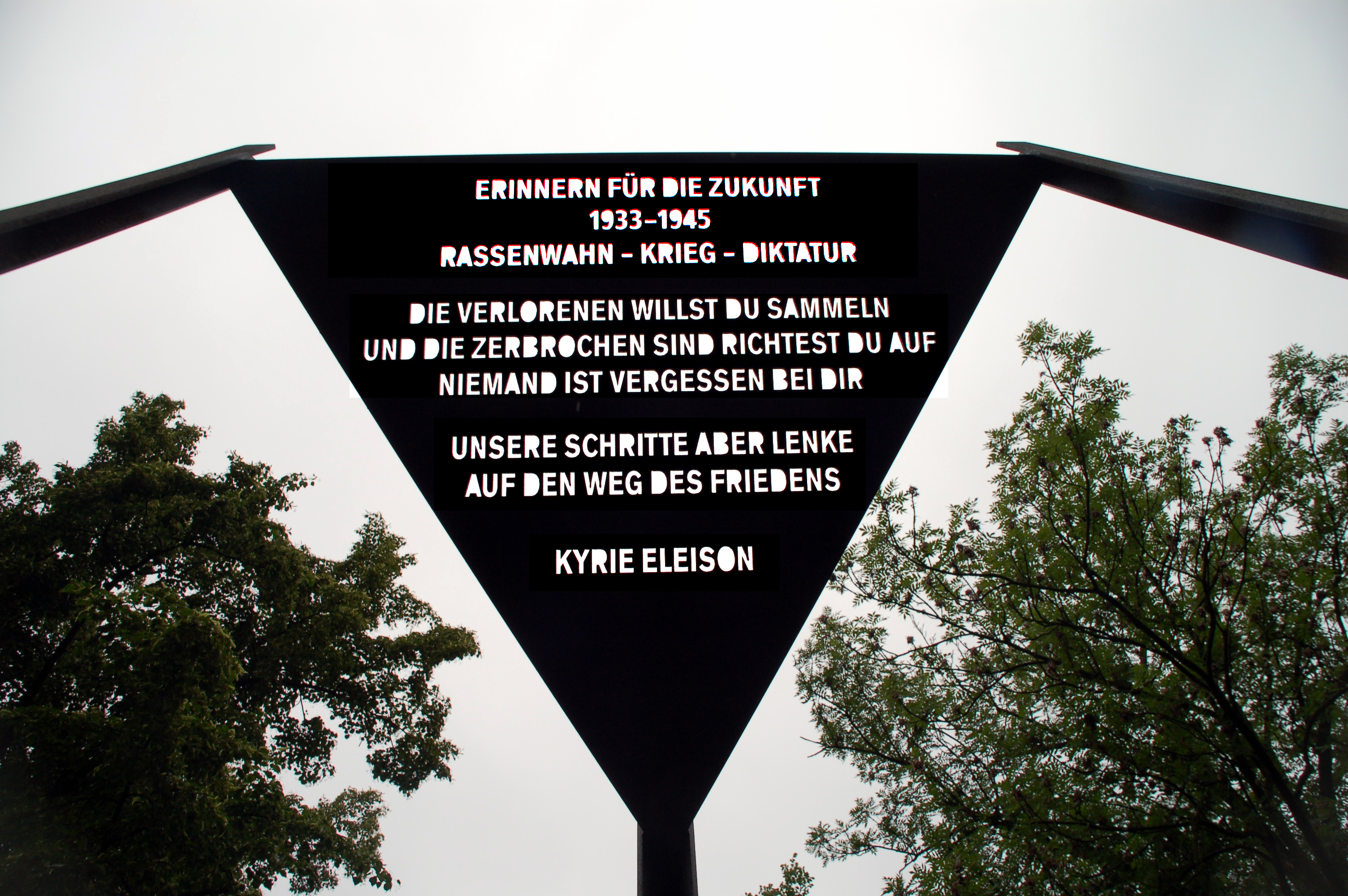
Mahnmal auf dem St.-Annen-Kirchhof

Die Gemeinde ließ auf dem St.-Annen-Kirchhof, auf dem sich die Grabstätten vieler bedeutender Persönlichkeiten befinden, das Mahnmal Erinnern für die Zukunft errichten.

## Pfarrhaus

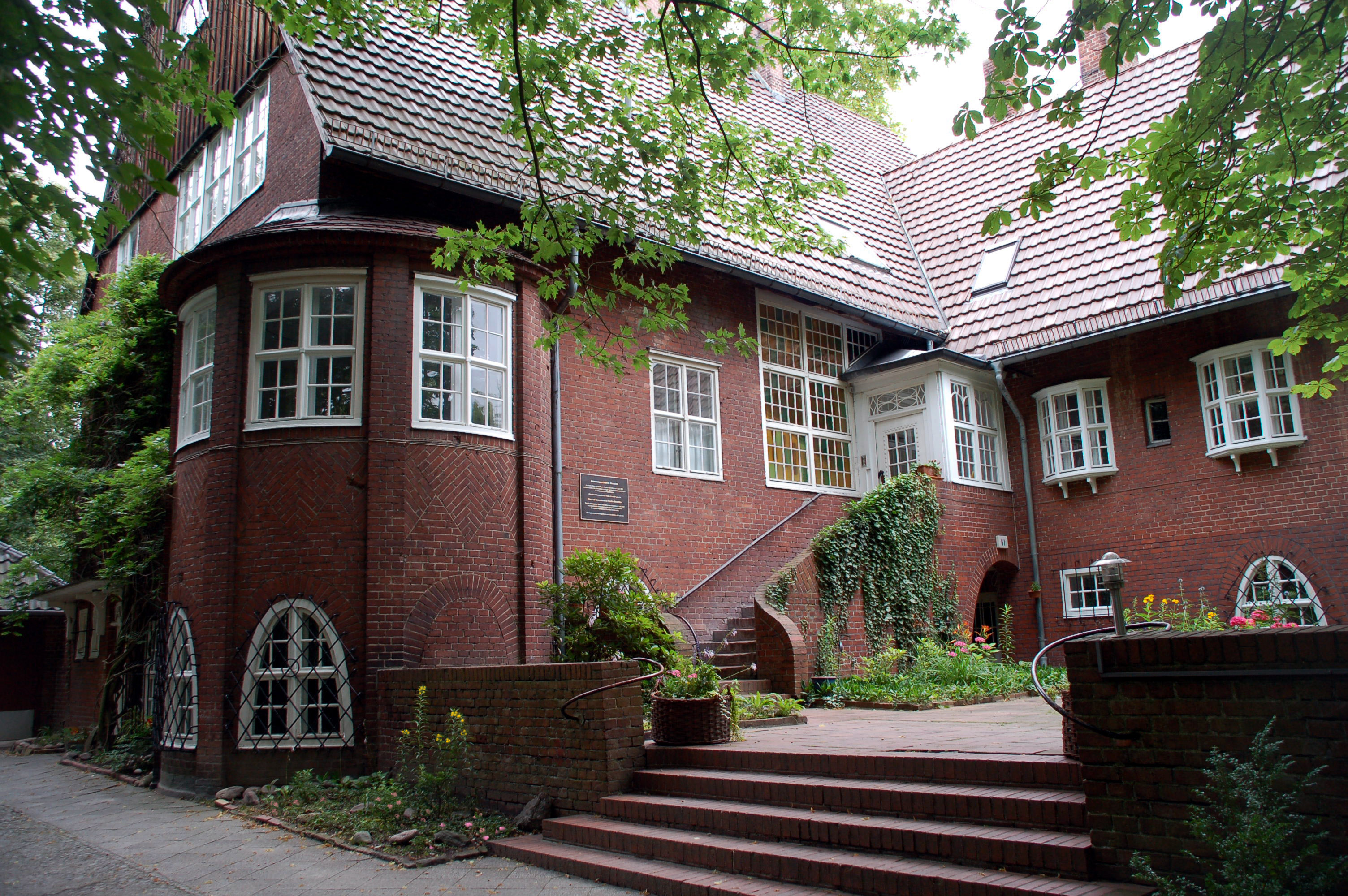
Ehemaliges Pfarrhaus von Martin Niemöller

Das daneben gelegene Pfarrhaus, geplant von Architekt Heinrich Straumer, wurde 1910 fertiggestellt. Es ist heute als Martin-Niemöller-Haus bekannt und bietet Arbeits- und Tagungsräume. Im Haus befindet sich auch die am 1. Juli 2007 eröffnete Martin-Niemöller-Gedenkstätte.

## Gemeindehaus

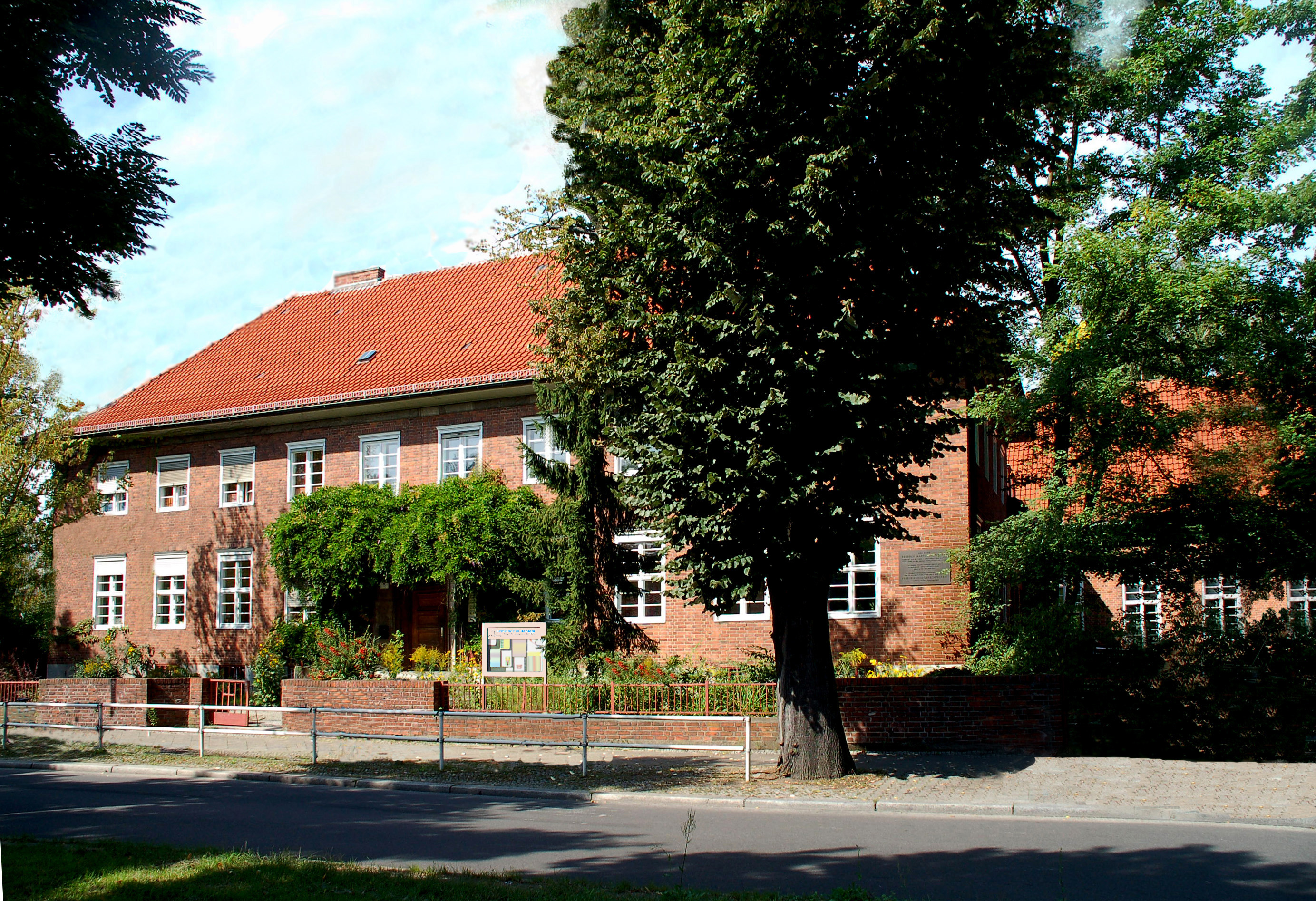
Gemeindehaus der evangelischen Kirchengemeinde Dahlem

Im Jahr 1927 wurde das Gemeindehaus eingeweiht. Es wurde an der Stelle des früheren Dahlemer Dorfteiches erbaut. Am 19. und am 20. Oktober 1934 tagte hier die zweite Bekenntnissynode, auf der es zur Formulierung des „Kirchlichen Notrechts“ kam. An jedem zweiten Montag sammelte hier Martin Niemöller die Gemeinde zu den „Katechismus-Stunden“. Zwischen 1939 und 1945 diente es als Lazarett, später war es viele Jahre lang ein Proberaum des Berliner Philharmonischen Orchesters.

## Sonstiges
Im Jahr 1968 wurde die Eröffnungsszene des Edgar-Wallace-Films Im Banne des Unheimlichen in der Kirche gedreht.